# Hymenocoleus hirsutus
Hymenocoleus hirsutus är en måreväxtart som först beskrevs av George Bentham, och fick sitt nu gällande namn av Elmar Robbrecht. Hymenocoleus hirsutus ingår i släktet Hymenocoleus och familjen måreväxter. Inga underarter finns listade i Catalogue of Life.